# Placas de identificação de veículos na Rússia

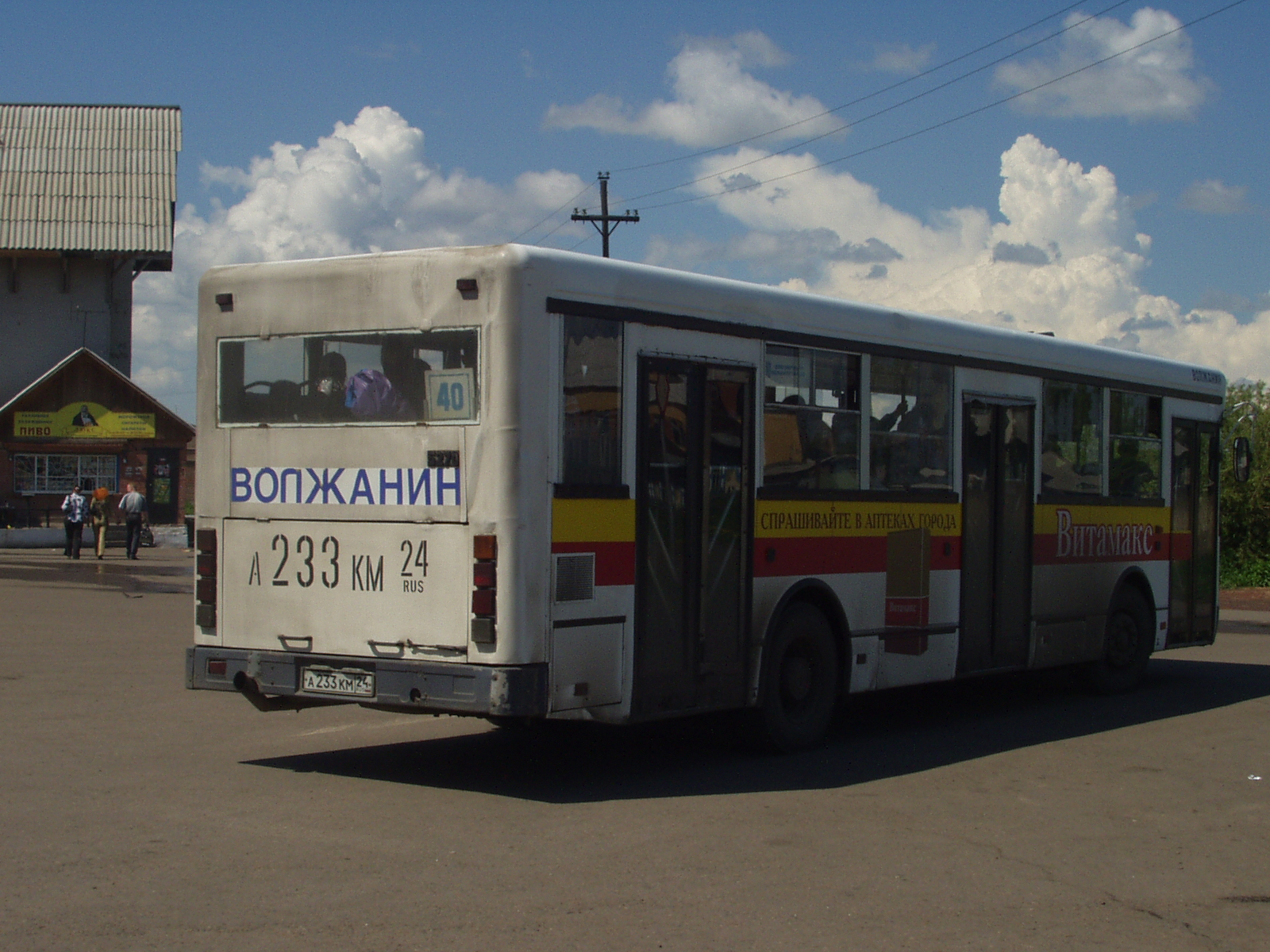
Um ônibus com a repetição da placa em caracteres grandes na parte traseira.

As placas de identificação de veículos na Rússia indicam o registro dos veículos a motor no país bicontinental através de um código numérico regional à direita e uma combinação alfanumérica. 

## Formato

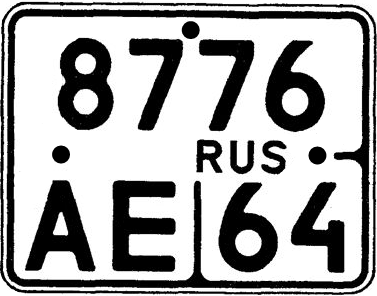
Placa de motocicleta

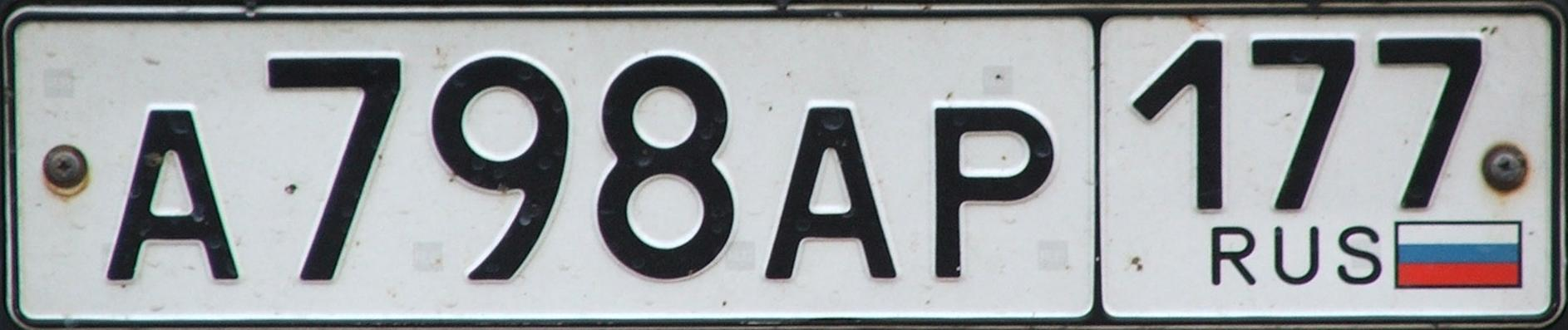
Placa de veículo particular

O formato atual para veículos em geral usa uma letra seguida por três dígitos e mais duas letras. Para melhorar a legibilidade dos números de carros russos no exterior, apenas um pequeno subconjunto de caracteres cirílicos que se parecem com caracteres latinos é usado, num total de 12 letras: А, В, Е, К, М, Н, О, Р, С, Т, У. Existe também um código numérico para indicar a região, embora certas regiões possam ter mais de um código e códigos de três dígitos, tais como 77, 97, 99, 177, 197, 199, 777 e 799, usados em Moscou; e 78, 98, 178 e 198 que são usados em São Petersburgo, etc. e o código internacional RUS estão incluídos, assim como a bandeira nacional (no entanto, a bandeira não foi usada em algumas das placas mais antigas deste formato, por volta de 1993, 1994). Existe um formato diferente para reboques (duas letras e quatro dígitos). As placas para motocicletas, ciclomotores e motonetas são quadradas e seu formato possui quatro dígitos na parte superior e duas letras na parte inferior. Essas placas não possuem a bandeira nacional. 
O tamanho padrão da placa é de 520 por 112 milímetros. 
Os veículos utilizados por certas organizações ou categorias de pessoas carregam placas especiais: 
| Placa | Descrição |
| ----- | --- |
|       | As forças policiais têm números especiais em placas de fundo azul e o formato possui uma letra e quatro dígitos. A letra significa o ramo da força policial, e seu significado pode mudar de cidade para cidade; por exemplo, em Moscou, A 1234 99 rus significa polícia de trânsito, У 1234 99 rus para radiopatrulha, O 1234 99 rus para serviço do canil da polícia etc. |
|       | Os carros diplomáticos têm caracteres brancos sobre fundo vermelho. Os três primeiros dígitos da placa são um código que identifica a embaixada à qual pertencem, atribuídos em ordem com base na data em que esse país estabeleceu relações diplomáticas com a Rússia ou sua antecessora, a União Soviética. Por exemplo, o Reino Unido é 001, os Estados Unidos são 004, o Brasil é 025, Portugal é 081 e o Sudão do Sul é 168. Os números acima de 500 identificam organizações internacionais: 505, por exemplo, indica o FMI . Nos carros dos embaixadores, esse código é seguido por CD e um dígito (004 CD 1 77 rus), enquanto os carros atribuídos a diplomatas comuns têm esse código seguido por D e três dígitos (por exemplo, 004 D 108 77 rus) . O pessoal administrativo e técnico das embaixadas, consulados ou organizações internacionais, sem status diplomático, possui formato de placa próprio (004 T 001 77 rus). |
|       | As placas militares têm caracteres brancos em fundo preto, com formato é NNNN LL para veículos em geral e LL NNNN para reboques. Nesse caso, os dois dígitos à direita não são um código regional, mas um código para o distrito militar, ramo ou serviço das forças armadas ou órgão executivo federal onde o serviço militar é exigido por lei. Por exemplo, NNNN LL 14 rus é um veículo pertencente às tropas ferroviárias, NNNN LL 18 rus denota o Ministério de Situações de Emergência, NNNN LL 23 rus é para as forças estratégicas de mísseis, NNNN LL 21 rus para o Distrito Militar do Sul etc. Ao contrário de todas as outras categorias, as matrículas militares não são refletivas. |
|       | Os veículos de transporte público (como ônibus, táxis licenciados e táxis compartilhados licenciados) têm caracteres pretos em fundo amarelo e com formato LL NNN. Como esses veículos são relativamente poucos, o código da região não muda com frequência; em Moscou, por exemplo, placas amarelas de "transporte público" ainda recebiam o código 77 em dezembro de 2009. (Nota: este tipo não deve ser confundido com as placas amarelas de aparência semelhante agora extintas, com o formato LL NNN L, que foram emitidas antes de 2002 para carros registrados para empresas estrangeiras que operam na Rússia; o último tipo fo retirado de circulação) |
|       | As placas para reboques e semirreboques têm cores muito semelhantes aos veículos de passageiros normais, mas com o formato LL NNNN. Até julho de 2008, essas placas tinham que ser duplicadas na superfície traseira do trailer, em letras grandes. |
|       | Placas de trânsito temporário. Feitas de papel laminado brilhante com adesivo holográfico no canto superior esquerdo. |
|       | Placas temporárias de exportação possuem um Т na parte esquerda da placa. |

Placas especiais nas categorias acima nunca exibem a bandeira russa, exceto para reboques. 
Existem séries especiais (geralmente começando com A) reservadas para funcionários do governo (por exemplo, A 001 AA geralmente pertence ao governador da região). As placas dos funcionários do governo federal originalmente tinham uma bandeira maior em vez do código regional, mas agora esse tipo também foi retirado de circulação. 
Homens de negócios ricos, políticos importantes e senhores do crime costumam usar placas especiais (para governo ou polícia) adquiridas ilegalmente para obter tratamento preferencial da polícia de trânsito como símbolo de status. Geralmente, isso é usado em conjunto com uma sirene piscando. A Sociedade das Sirenes Azuis é um movimento de protesto que se opõe a essa tendência. 
A partir de 2014, existem novos códigos para chapas russas; número 82 para a República da Crimeia e 92 para Sebastopol. A Federação Russa anexou a Crimeia, até então parte da Ucrânia e agora a administra como duas unidades federativas russas: a República da Crimeia e a cidade federal de Sebastopol. A Ucrânia, apoiada pela maioria da comunidade internacional, recusa-se a aceitar a anexação e continua a afirmar seu direito sobre a península. Os veículos com essas placas podem ter dificuldade em entrar nos países que reconhecem a Crimeia como território ucraniano e que, portanto, consideram inválidos os documentos emitidos pela Federação Russa na Crimeia. 

## Problema de esgotamento
Conforme disposição governamental, apenas 1.726.272 combinações podem ser emitidas dentro de uma unidade de administração (dígitos 000 não são permitidos). Em certas regiões, o número de veículos excede esse número e a combinação não pode ser reutilizada após a retirada do veículo do registro. Tudo isto cria um problema de esgotamento de combinações. 
Uma solução de curto prazo foi a introdução de mais códigos para essas regiões. Assim, algumas regiões possuem dois ou três códigos emitidos, a cidade de São   Petersburgo tem quatro, o  oblast de Moscou tem seis e a capital federal, Moscou, tem nove códigos. Mas isso não resolve completamente o problema, pois as autoridades podem acabar ficando sem códigos regionais de três números, e um quarto dígito não caberá sem alterar o layout padronizado da placa. Desde outubro de 2013, quando um veículo é registrado para um novo proprietário, a placa de registro pode permanecer no veículo e um novo número de registro não é necessário, mesmo se o veículo estiver registrado em outra região. 

## Códigos regionais

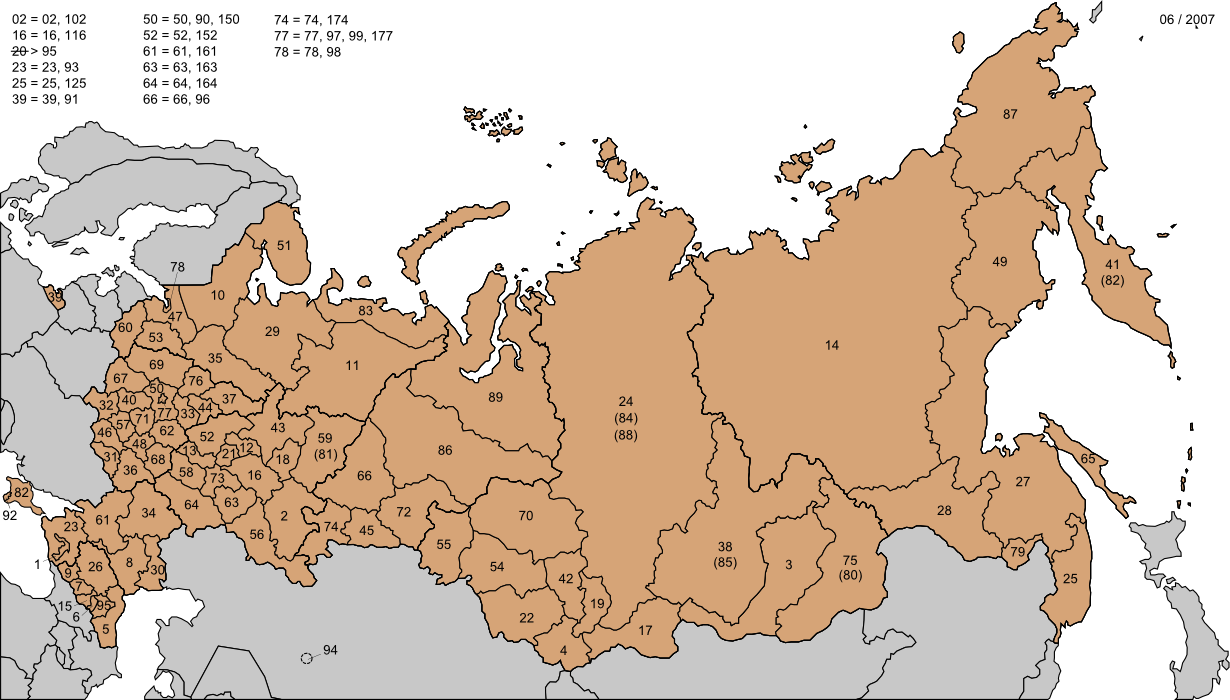
Códigos de matrícula de veículos regionais russos

Os códigos regionais de matrícula de 01 a 89 correspondiam originalmente à ordem numérica das divisões federais da Rússia, conforme listado no artigo 65 da Constituição russa no momento da criação da norma, em 1993. Nos anos seguintes, alguns códigos foram reatribuídos ou descontinuados (por exemplo, o número de código 20 da República Chechena: para impedir registros ilegais, todos os veículos da Chechênia foram registrados novamente). À medida que as regiões populosas começaram a ficar sem combinações de placas, também foram atribuídos novos códigos após o código 89. Códigos de três dígitos adicionais foram criados adicionando "1" ou "7" ao código regional existente (por exemplo, 02 e 102 para o Bascortostão ou 16, 116 e 716 no Tartaristão). O novo número mais recente a ser emitido foi o código 761 para o oblast de Rostov depois que o código 161 ficou sem todas as combinações possíveis em 19 de janeiro de 2019. As regiões com um asterisco (*) ao lado estiveram envolvidas em fusões com outras regiões e têm seus códigos listados com um asterisco com a região da qual agora fazem parte. 
Em junho de 2014, o código 82 (anteriormente registrado no Distrito Autônomo de Koryak) passou a ser usado para indicar registros na República da Crimeia, enquanto Sebastopol adotou um novo código, 92. O motivo da decisão de usar o código 82 foi porque, entre o início desse formato de placa e a fusão do distrito, o distrito autônomo de Koryak registrou apenas 1548 placas de automóveis civis (começando com A001AA/82 e terminando em B549AA/82) e ainda menos de outros tipos (alguns tipos, tais como as placas de veículos do transporte público, nunca foram emitidas na região). 
| Código(s)                                | Região da Federação Russa                                                  |
| ---------------------------------------- | -------------------------------------------------------------------------- |
| 01                                       | República da Adigueia                                                      |
| 02, 102, 702                             | República do Bascortostão                                                  |
| 03                                       | República da Buriácia                                                      |
| 04                                       | República de Altai                                                         |
| 05                                       | República do Daguestão                                                     |
| 06                                       | República da Inguchétia                                                    |
| 07                                       | Répública da Cabárdia-Balcária                                             |
| 08                                       | República da Calmúquia                                                     |
| 09                                       | Républica de Carachai-Circássia                                            |
| 10                                       | República da Carélia                                                       |
| 11                                       | República de Komi                                                          |
| 12                                       | República de Mari El                                                       |
| 13, 113                                  | República da Mordóvia                                                      |
| 14                                       | República de Sakha                                                         |
| 15                                       | República da Ossétia do Norte–Alânia                                       |
| 16, 116, 716                             | República do Tatarstão                                                     |
| 17                                       | República de Tuva                                                          |
| 18                                       | República da Udmúrtia                                                      |
| 19                                       | República da Cacássia                                                      |
| (20), 95                                 | República da Chechênia                                                     |
| 21, 121                                  | República da Chuváchia                                                     |
| 22, 122                                  | Krai de Altai                                                              |
| 23, 93, 123, 193                         | Krai de Krasnodar                                                          |
| 24, 84*, 88*, 124                        | Krai de Krasnoyarsk                                                        |
| 25, 125                                  | Krai do Litoral                                                            |
| 26, 126                                  | Krai de Stavropol                                                          |
| 27                                       | Krai de Khabarovsk                                                         |
| 28                                       | Oblast de Amur                                                             |
| 29                                       | Oblast de Arcangel                                                         |
| 30                                       | Oblast de Astracã                                                          |
| 31                                       | Oblast de Belgorod                                                         |
| 32                                       | Oblast de Bryansk                                                          |
| 33                                       | Oblast de Vladimir                                                         |
| 34, 134                                  | Oblast de Volgogrado                                                       |
| 35                                       | Oblast de Vologda                                                          |
| 36, 136                                  | Oblast de Voronezh                                                         |
| 37                                       | Oblast de Ivanovo                                                          |
| 38, 85*, 138                             | Oblast de Irkutsk                                                          |
| 39, 91                                   | Oblast de Kaliningrado                                                     |
| 40                                       | Oblast de Kaluga                                                           |
| 41, 82*                                  | Krai de Kamchatka                                                          |
| 42, 142                                  | Oblast de Kemerovo                                                         |
| 43                                       | Oblast de Kirov                                                            |
| 44                                       | Oblast de Kostroma                                                         |
| 45                                       | Oblast de Kurgan                                                           |
| 46                                       | Oblast de Kursk                                                            |
| 47, 147                                  | Oblast de Leningrado                                                       |
| 48                                       | Oblast de Lipetsk                                                          |
| 49                                       | Oblast de Magadan                                                          |
| 50, 90, 150, 190, 750, 790               | Oblast de Moscou                                                           |
| 51                                       | Oblast de Murmansk                                                         |
| 52, 152                                  | Oblast de Nijni Novgorod                                                   |
| 53                                       | Oblast de Novgorod                                                         |
| 54, 154                                  | Oblast de Novosibirsk                                                      |
| 55                                       | Oblast de Omsk                                                             |
| 56, 156                                  | Oblast de Oremburgo                                                        |
| 57                                       | Oblast de Oriol                                                            |
| 58                                       | Oblast de Penza                                                            |
| 59, 81*, 159                             | Oblast de Perm                                                             |
| 60                                       | Oblast de Pskov                                                            |
| 61, 161, 761                             | Oblast de Rostov                                                           |
| 62                                       | Oblast de Ryazan                                                           |
| 63, 163, 763                             | Oblast de Samara                                                           |
| 64, 164                                  | Oblast de Saratov                                                          |
| 65                                       | Oblast de Sacalina                                                         |
| 66, 96, 196                              | Oblast de Sverdlovsk                                                       |
| 67                                       | Oblast de Smolensk                                                         |
| 68                                       | Oblast de Tambov                                                           |
| 69                                       | Oblast de Tver                                                             |
| 70                                       | Oblast de Tomsk                                                            |
| 71                                       | Oblast de Tula                                                             |
| 72                                       | Oblast de Tiumen                                                           |
| 73, 173                                  | Oblast de Ulianovsk                                                        |
| 74, 174, 774                             | Oblast de Tcheliabinsk                                                     |
| 75, 80*                                  | Krai da Transbaicália                                                      |
| 76                                       | Oblast de Iaroslavl                                                        |
| 77, 97, 99, 177, 197, 199, 777, 797, 799 | Moscou                                                                     |
| 78, 98, 178, 198                         | São Petersburgo                                                            |
| 79                                       | Oblast autônomo Judaico                                                    |
| 80*                                      | Okrug de Agin-Buryat                                                       |
| 81*                                      | Okrug de Komi-Permyak                                                      |
| 82                                       | República of Crimeia                                                       |
| 83                                       | Okrug autônomo da Nenétsia                                                 |
| 84*                                      | Okrug autônomo de Taymyria                                                 |
| 85*                                      | Okrug de Ust-Orda Buryat                                                   |
| 86, 186                                  | Okrug autônomo de Khânia-Mânsia                                            |
| 87                                       | Okrug autônomo de Tchukotka                                                |
| 88*                                      | Okrug autônomo de Evenkia                                                  |
| 89                                       | Yamalo-Nenets Autonomous Okrug                                             |
| 92                                       | Sebastopol                                                                 |
| 94                                       | Territórios externos à Rússia, com administração russa, tais como Baikonur |

## Códigos dos escritórios de representação diplomática e organizações internacionais

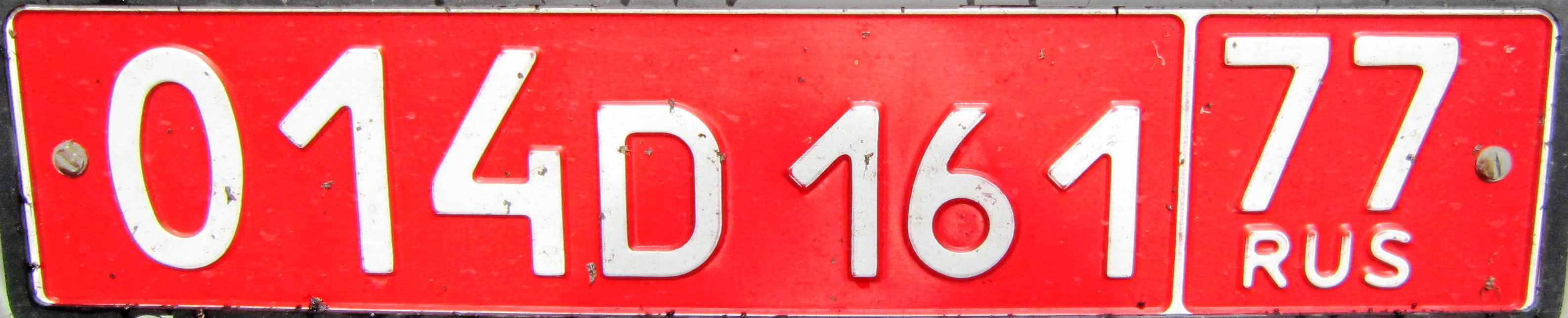
014 é o código atribuído à Noruega na Rússia

De acordo com a Ordem 282 do Ministério do Interior, de 28 de março de 2002:
| Código | País / organização internacional                                                                                   |
| ------ | --- |
| 001    | United Kingdom |
| 002    | Germany |
| 003    | Canadá |
| 004    | Estados Unidos |
| 005    | Japão |
| 006    | Espanha |
| 007    | França |
| 008    | Bélgica |
| 009    | Grécia |
| 010    | Dinamarca |
| 011    | Itália |
| 012    | Luxemburgo |
| 013    | Países Baixos |
| 014    | Noruega |
| 015    | Turquia |
| 016    | Austrália |
| 017    | Áustria |
| 018    | Argélia |
| 019    | Egito |
| 020    | Ruanda |
| 021    | Argentina |
| 022    | Afeganistão |
| 023    | Birmânia |
| 024    | Bolívia |
| 025    | Brasil |
| 026    | Burundi |
| 027    | Gana |
| 028    | Bangladesh |
| 029    | Guiné |
| 030    | Zâmbia |
| 031    | Peru |
| 032    | Índia |
| 033    | Indonésia |
| 034    | Jordânia |
| 035    | Iraque |
| 036    | Irã |
| 037    | Irlanda |
| 038    | Islândia |
| 039    | Camboja |
| 040    | Quênia |
| 041    | Chipre |
| 042    | República do Congo                                                                                                 |
| 043    | Costa Rica |
| 044    | Kuwait |
| 045    | Laos |
| 047    | Líbano |
| 048    | Líbia |
| 049    | Mali |
| 050    | Marrocos |
| 051    | México |
| 052    | Nepal |
| 053    | Nigéria |
| 054    | Venezuela |
| 055    | Nova Zelândia |
| 056    | Paquistão |
| 057    | Burkina Faso |
| 058    | Senegal |
| 059    | N/A |
| 060    | Somália |
| 061    | Sudão |
| 062    | Serra Leoa |
| 063    | Tailândia |
| 064    | Tanzânia |
| 065    | Tunísia |
| 066    | Uganda |
| 067    | Uruguai |
| 068    | Filipinas |
| 069    | Finlândia |
| 070    | Sri Lanka |
| 071    | Chade |
| 072    | Suíça |
| 073    | Suécia |
| 074    | Equador |
| 075    | Etiópia |
| 076    | Angola |
| 077    | República Democrática do Congo                                                                                     |
| 078    | Colômbia |
| 079    | Camarões |
| 080    | Guiné-Bissau |
| 081    | Portugal |
| 082    | Bulgária |
| 083    | Hungria |
| 084    | N/A |
| 085    | N/A |
| 086    | Polônia |
| 087    | Coreia do Norte |
| 088    | Cuba |
| 089    | Mongólia |
| 090    | China |
| 091    | Romênia |
| 092    | N/A |
| 093    | Sérvia |
| 094    | Benim |
| 095    | Gabão |
| 096    | Guiana |
| 097    | Mauritânia |
| 098    | Madagascar |
| 099    | Malásia |
| 100    | Níger |
| 101    | Singapura |
| 102    | Togo |
| 103    | República Centro-Africana                                                                                          |
| 104    | Jamaica |
| 105    | Iêmen |
| 106    | N/A |
| 107    | Palestina |
| 108    | Nicarágua |
| 109    | Moçambique |
| 110    | Guiné Equatorial                                                                                                   |
| 111    | Ordem Militar Soberana de Malta                                                                                    |
| 112    | Malta |
| 113    | Cabo Verde |
| 114    | N/A |
| 115    | Zimbábue |
| 116    | Emirados Árabes Unidos                                                                                             |
| 117    | Costa do Marfim |
| 118    | Namíbia |
| 119    | N/A |
| 120    | Omã |
| 121    | Catar |
| 122    | N/A |
| 123    | N/A |
| 124    | Coreia do Sul |
| 125    | Chile |
| 126    | Panamá |
| 127    | Israel |
| 128    | Macedônia do Norte                                                                                                 |
| 129    | Albânia |
| 130    | N/A |
| 131    | Cidade do Vaticano                                                                                                 |
| 132    | Lituânia |
| 133    | Síria |
| 134    | Estônia |
| 135    | Letônia |
| 136    | Bahrein |
| 137    | África do Sul |
| 138    | Armênia |
| 139    | N/A |
| 140    | Arábia Saudita |
| 141    | Eslovênia |
| 142    | Usbequistão |
| 143    | Quirguistão |
| 144    | Croácia |
| 145    | Azerbaijão |
| 146    | Ucrânia |
| 147    | Moldávia |
| 148    | República Tcheca                                                                                                   |
| 149    | Eslováquia |
| 150    | Bielorrússia |
| 151    | Tajiquistão |
| 152    | Turcomenistão |
| 153    | Cazaquistão |
| 154    | Guatemala |
| 155    | Bósnia e Herzegovina                                                                                               |
| 156    | Eritreia |
| 157    | Paraguai |
| 158    | Geórgia |
| 159    | Brunei |
| 160    | Gâmbia |
| 161    | Vietnã |
| 162    | Maurícia |
| 163    | República Dominicana                                                                                               |
| 164    | Montenegro |
| 165    | Ossétia do Sul |
| 166    | Abecásia |
| 167    | Djibouti |
| 168    | Sudão do Sul |
| 169    | El Salvador |
| 499    | Comissão Europeia                                                                                                  |
| 500    | Banco Europeu para a Reconstrução e o Desenvolvimento                                                              |
| 501    | N/A |
| 502    | N/A |
| 503    | Liga Árabe |
| 504    | Banco Internacional para a Reconstrução e o Desenvolvimento                                                        |
| 505    | Fundo Monetário Internacional                                                                                      |
| 506    | Organização Internacional de Migração                                                                              |
| 507    | Federação Internacional das Sociedades da Cruz Vermelha e do Crescente Vermelho                                    |
| 508    | Comitê Internacional da Cruz Vermelha                                                                              |
| 509    | Corporação Financeira Internacional                                                                                |
| 510    | Organização das Nações Unidas para o Desenvolvimento Industrial (UNIDO)                                            |
| 511    | Nações Unidas |
| 512    | Organização das Nações Unidas para a Educação, a Ciência e a Cultura (UNESCO)                                      |
| 514    | Banco Internacional para a Complementação Econômica                                                                |
| 515    | Banco Internacional de Investmentos                                                                                |
| 516    | Intersputnik - Organização Internacional de Comunicações Espaciais                                                 |
| 517    | Centro Internacional de Informação Científica e Técnica                                                            |
| 518    | Centro Técnico e Científico Internacional                                                                          |
| 520    | OrganizaçãoInternacional do Trabalho                                                                               |
| 521    | Interelectrode - Organização Internacional para a Cooperação Econômica, Científica e Técnica na Indústria Elétrica |
| 522    | Centro de Coordenação da Comissão Intergovernamental para Cooperação Maquinário de Computação                      |
| 523    | Comitê Executivo da Comunidade dos Estados Independentes (CEI)                                                     |
| 524    | Agência Espacial Europeia                                                                                          |
| 525    | Organização de Patentes Eurasiáticas                                                                               |
| 526    | Antiga Comissão de Coordenação Taipé-Moscou para Cooperação Econômica e Cultural                                   |
| 527    | Sede da Coordenação de Cooperação Militar dos países-membros da Comunidade dos Estados Independentes               |
| 528    | Interstate Bank |
| 529    | Comunidade Econômica Eurasiática                                                                                   |
| 530    | Instituto Internacional de Pesquisa de Problemas de Gerenciamento                                                  |
| 531    | Organização do Tratado de Segurança Coletiva                                                                       |
| 532    | Comitê Estatístico Intergovernamental da CEI                                                                       |
| 533    | Secretaria do Conselho da Assembleia Interparlamentar dos estados-membros da CEI                                   |
| 534    | Banco de Desenvolvimento Eurasiático                                                                               |
| 535    | Fundação Intergovernamental para a Cooperação Educacional da CEI                                                   |
| 555    | Comissão Econômica Eurasiática                                                                                     |
| 556    | Escritório do Conselho Europeu na Rússia                                                                           |
| 557    | Centro Antiterrorismo dos países-membros da CEI                                                                    |
| 900    | Cônsules honorários                                                                                                |